# يوسف باشا (والي بغداد)
يوسف باشا، عسكري وسياسي عثماني تولى ولاية الروملي ثم بغداد، حتى اُغتيل في أحداث تمرد بكر صوباشي عام 1621 م.

## سيرته
يوسف باشا من أصلٍ بوسني، تخرج من البلاط العثماني وتدرج بالرتب إلى أن أصبح آغا الإنكشارية، وشارك في حرب لهستان، ثم ولي الروملي عام 1030هج، وبعدها وجه لولاية بغداد. ولا يعرف بالتحديد تاريخ توليه المنصب لكن يفترض إنه ما بين 1604-1606م.

## ولايته على بغداد
بعد ازدياد الثورات والإضطربات في العراق قرر الصدر الأعظم مراد باشا، تعيين يوسف باشا واليًا على بغداد عام 1604 م ثم جددت ولايته سبع سنواتٍ آخرى. اتسم عهده بالإضطراب الشديد وضعف السلطة وقامت في عهده العديد من الثورات، منها ثورة في كربلاء وثورة العشائر العربية في الجنوب مما اضطره للبقاء هناك ولم يعد إلى بغداد إلا عام 1616 م.
ولم يكن هذا الوالي ذا سلطة واسعة بل كان حاكمًا بالاسم فقط بينما كان يدير الولاية كبار موظفي الحكمدارية بالإضافة الى قائد جيشه بكر صوباشي الذي بدأ نفوذه بالتزايد تدريجيًا حتى أصبح الحاكم العام في العراق ولم يعد للوالي سلطان عليه.

## مقتله
بعد تمرد بكر صوباشي عام 1621 م، دار قتال عنيف بين جيش الوالي وجيش صوباشي، أصيب خلاله بطلقة طائشة فمات فورًا.